# Srijemska bojišnica
Srijemska bojišnica je bila bojišnica koju je formiralo njemačko zapovjedništvo Jugoistoka (Armijska grupa F) nakon poraza u Srbiji krajem listopada 1944. godine, kako bi zaustavila prodor NOVJ i Crvene Armije ka zapadnim područjima Jugoslavije.
Srijemska bojišnica je bila dijelom šireg Istočne bojišnice Trećeg Reicha u Europi. Svojim gornjim krakom nadovezivala se na dravsku bojišnicuod Virovitice do njenog ušća u Dunav, a donjim na drinsku bojišnicu od Zvornika do njezinog ušća u Savu. Operacije na Srijemskoj bojišnici usko su povezane s ofenzivom Crvene armije sjeverno od Drave započetom forsiranjem Dunava kod Batine sa sjeverne, i probojem Armijske grupe E iz Grčke sa južne strane.
Snage Wehrnachta u južnoj Panoniji bile su slabe, pa su Nijemci nastojali što prije dovesti dijelove Armijske grupe E sa juga. U prvoj fazi Nijemci su raspolagali samo improviziranim formacijama poput divizije Böttcher, pa su bili primorani na postupno povlačenje. U siječnju 1945. su dovedenim snagama Armijske grupe E uspjeli stabilizirati bojišnicu na duže vrijeme.
Savezničke snage sastojale su se najvećim dijelom od dijelova NOVJ, odnosno Jugoslavenske armije. Ove snage bile su do kraja 1944. ojačane topničkim i specijalističkim postrojbama Crvene armije, a tijekom prosinca 1944. i cjelovitim korpusnim sastavima Crvene armije i Bugarske armije. Od početka 1945. u borbama su sudjelovale samo postrojbe Jugoslavenske armije uz vlastitu zračnu podršku. Borbe su imale karakter dugotrajnih iscrpljujućih izravnih rovovskih borbi sve do 12. travnja 1945. godine, kada je Srijemska bojišnica probijena.
Nakon proboja Srijemske bojišnice, snage Jugoslavenske armije su za nepunih mjesec dana oslobodile čitav teritorij okupirane Jugoslavije, Istru i Slovensko primorje, a neke postrojbe dospjele su i do Trsta. Pred udarima Jugoslavenske armije kapitulirala je grupa armija "E" i zarobljen je general Alexander Löhr, odgovoran za razaranje Beograda u travnju 1941. godine.

## Angažirane snage

### Savezničke snage
Na Srijemskoj bojišnici angažirane su brojne snage, kako Narodnooslobodilačke vojske, Crvene armije i Bugarske narodne armije. Tijekom višemjesečnih borbi na bojišnici je duže ili kraće vrijeme snage ratovalo 11 jugoslavenskih divizija: Prva i Druga proleterska, Peta krajiška, Šesta lička proleterska, 11. krajiška, 21. i 22. srpska, 16. i 36. vojvođanska, 42. i 48. makedonska divizija, grupa zrakoplovnih divizija i više samostalnih postrojbi. Ove postrojbe angažirane su po smjenama. U sastavu Prve krajiške brigade Pete divizije, borio se i bataljun Slovenaca, formiran u oslobođenom Beogradu, kao i brigada "Italija".
Jugoslavenskim postrojbama na Srijemskoj bojišnici do 10. studenog zapovjedao je štab 12. korpusa, taktički podčinjen štabu 1. proleterskog korpusa, a zatim neposredno štab 1. proleterskog korpusa. Ovaj štab je 1. siječnja 1945. preformiran u štab Prve armije JA.
Snage Crvene armije, angažirane u početku, činile su topničke i specijalizirane postrojbe za podršku dijelovima NOVJ. Tijekom prosinačke ofenzive angažirani su 68. strjeljački korpus i Dunavska riječna flotila. Zračnu podršku pružala je zrakolovna grupa Vitruk, a kasnije 11. lovačka i 42. jurišna zrakoplovna divizija JA-a. Bugarska Prva armija sudjelovala je u borbama u drugoj polovici prosinca sa 3. i 8. pješadijskom divizijom.
Jugoslavenske postrojbe , angažirane u borbama na bojišnici, bile su popunjavane regrutima iz Srbije. Krajem 1944. i u zimu 1945. godine provedene su dvije mobilizacije u oslobođenoj Srbiji. Sa mladim borcima održavani su tečajevi, vojne obuke, a potom su upućivani u borbene postrojbe. Oni su u velikoj većini činili sastav svih postrojbi, kako srpskih, tako i crnogorskih, bosanskih i hrvatskih (osim makedonskih). Tijekom studenog Prva proleterska, Peta krajiška i [[Šesta lička divizija su preoružane i potpuno opremljene sovjetskim naoružanjem, dok su ostale divizije preoružane tijekom prosinca. U sastavu divizija formirane su topničke brigade.

### Osovinske snage
Njemačke snage u Srijemu u prvoj fazi činila je divizija Böttcher, na brzinu sklopljena formacija od raznorodnih policijskih dijelova i formacija iz sastava armijske rezerve Druge oklopne armije. U prvom periodu, te snage bile su potčinjene Armijskoj grupi Srbija. Nakon oslobođenja Beograda u sastav divizija Böttcher uključene su i snage borbene grupe Stefan koja se povukla iz Beograda, i sa njima su njemačke postrojbe na Srijemskoj bojišnici brojale oko 15000 ljudi.
27. listopada zapovjedništvo nad cijelim sektorom od Zvornika do Drave preuzeo je stožer 68. korpusa, potčinjen zapovjedništvu Druge oklopne armije.
2. studenog rasformiran je divizijski stožer Böttcher, i nad grupacijom na Srijemskoj bojišnici, iako sastav nije promijenjen, zapovjedništvo je preuzeo stožer 118. lovačke divizije. 12. studenog, nakon forsiranja Dunava od strane sovjetsko-jugoslavenskih snaga kod Batine, stožer njemačkog 68. korpusa preuzeo je zapovjedništvo nad sektorom sjeverno od Drave, dok je zapovjedništvo nad Srijemskom bojišnicom, dijelom na ušću Drine i pozadinom preuzeo novoformirani stožer Korpusne grupe Kübler, također pod zapovjedništvom Druge oklopne armije.
2. prosinca nad bojišnicom na Dravi, Srijemskom bojišnicom i bojišnicom u donjem toku Drine zapovjedništvo je preuzeo stožer 34. korpusa Armijske grupe E. Ovaj korpusni stožer rukovodio je operacijama na Srijemskoj bojišnici do njezinog proboja.
Tijekom prosinačke ofenzive, radi sprječavanja proboja bojišnice, na bojišnici su zadržani dijelovi 117. lovačke divizije koji su bili u transportu na sjever. Počevši od 7. prosinca, u sastav postrojbi na Srijemskoj bojišnici počela su pristizati prva pojačanja iz sastava postrojbi Armijske grupe E koja se probijala kroz Bosnu. Na čelu su bili dijelovi 11. zrakoplovne poljske divizije.
U siječnju 1945. njemačke snage na Srijemskoj bojišnici znatno su ojačane dijelovima Armijske grupe E. Umjesto 118., na bojišnici je sad bila 117. lovačka divizija, zatim 11. zrakoplovna poljska, 41. pješadijska i 7. SS divizija.
Pred proboj bojišnice, obrambenu zonu držale su 41. nemačka pješadijska divizija, 12. divizija NDH, 13. ustaški zdrug, zdrug Vuka i brojne dodatne njima potčinjene manje njemačke i ustaško-domobranske postrojbe.
Nijemci su bili pomognuti snagama NDH i dijelovima bjelogardijskog Ruskog zaštitnog korpusa.

## Borbena djelovanja

### Uspostavljanje bojišnice
Srijemska bojišnica je formirana poslije oslobođenja Beograda, kao sustav utvrđenih obrambenih linija radi usporavanja napredovanja savezničkih snaga.
Izgradnja prvih položaja počela je 24. rujna po naređenju Zapovjedništva 2. oklopne armije, čiji se stožer u to vrijeme nalazio u Nuštru, zapadno od Vukovara. U planiranju i izgradnji utvrđenja i uporišta angažirane su inžinjerijske postrojbe 2. oklopne armije, „folksdojčeri” i civilno stanovništvo.
Početkom listopada 1944. formirana je Divizija Böttcher, koja je započela izgradnju položaja, na kojima je trebala prihvatiti borbu protiv jedinica NOVJ koje su nastupale kroz Srijem, od Zemuna prema Rumi i dalje na zapad. Kako su se borbe za Beograd bližile kraju, brojno stanje Divizije „Böttcher" bilo je sve jače jer su u njezin sastav pristizale nove postrojbe, tako da je Divizija formirala četiri borbene grupe: „Lindenblatt", „Zimmermann", „Zirngiebl" i „Zalevski" — ukupno jačine preko 15000 vojnika bez ustaško-domobranskih i „folksdojčerskih” postrojbi.
Utvrđene linije su dobile sljedeće šifrirane nazive (od istoka prema zapadu): Braun, Zelena, Žuta, Crna, Crvena, Nibelunška i ponovo Zelena linija. Glavna obrambena linija, nazvana Nibelunška linija, protezala se u dva reda od Bosuta do Dunava. Nijemci su imali vrlo utvrđene obrambene položaje po cijeloj dužini bojišnice, kao i po dubini. Glavna obrambena linija protezala se od Adaševaca, preko Šida na Mohovo, dok se drugi obrambeni položaj nalazio na liniji Batrovci - Ilinci - Tovarnik - Lovas - Opatovac.
Kao jednu od prvih mjera divizija Böttcher je 11. listopada 1944. poduzela osiguranje desne obale Dunava od Slankamena do Srijemskih Karlovaca sa 750. pukom 118. lovačke divizije. Dana 13. listopada diviziji je potčinjena i Borbena grupa „Jungenfeld". Poslije povlačenja iz Zemuna i Bežanije, njemačke postrojbe pod zapovjedništvom general-poručnika Friedricha Stefana povukle su se na liniju rijeka Sava — Popinci — Vojka — Nova Pazova, gdje ih je prihvatila Divizija „Böttcher".
Od pada Beograda krajem listopada, pa sve do početka prosinca, jugoslavenske i sovjetske snage vršile su potiskivanje Nijemaca. 3. brigada 36. divizije NOVJ, s bataljunom crvenoarmejaca, započela je napad na Irig 25. listopada. Neprijatelj je nastojao pod svaku cijenu zadržati ovo uporište na Zelenoj liniji. No, otpor je bio slomljen i poslije petosatne borbe, Irig je zauzet. Time je lijevi bok Divizije „Böttcher" bio otkriven, a put prema Rumi otvoren sa sjeverne strane.
U centru neprijateljskih obrambenih položaja na Braun liniji (dio Putinci — Dobrinci), razvile su se žestoke borbe. Nijemci su pružili vrlo snažan otpor, pa su, odbivši napad vojvođanskih brigada NOVJ, prešli u protunapad. U tijeku tih borbi poginuo je i politički komesar 2. vojvođanske brigade Arso Mijović. Padom Putinaca, koje je s Dobrincima predstavljalo kralježnicu neprijateljske obrane na Braun liniji, omogućen je prodor 1. brigadi u pozadinu i bok njemačkih postrojbi koje su branile uporište u Dobrincima. Za to vrijeme 11. divizija je napala neprijateljska uporišta u Hrtkovcima i Jarku, na desnom krilu Divizije Böttcher.
Napad na Rumu počeo je 26. listopada. Međutim, borcima 16. divizije nije bilo lako da se približe utvrđenom gradu, koji je predstavljao stup nemačke obrane na Zelenoj liniji. U tim borbama poginuo je i politički komesar 32. brigade Bogdan Matijević. Na glavnom pravcu napada 12. korpusa 16. divizija je u 3 sata ujutro 27. listopada prešla u nezadrživ, četvrti i posljednji juriš na Rumu, koji je uspio: 16. divizija je zauzela rovove na periferiji grada, dok je 11. divizija izbila u pozadinu neprijatelja zauzevši Šašince, pa je neprijatelj bio primoran napustiti Rumu i Voganj, koje su postrojbe 16. divizije oslobodile do 10 sati 27. listopada.
Stožer Divizije „Böttcher" je 26. listopada 1944. izdao zapovijed kojom je regulirao povlačenje svojih postrojbi na Žutu liniju s glavnim čvorovima obrane u Srijemskoj Mitrovici i Velikim Radincima. 12. korpus NOVJ-a je 27. listopada u 15.20 sati započeo opći napad na Srijemsku Mitrovicu s ciljem oslobođenja mjesta i što bržeg izbijanja na liniju Ilok — Šid — Srijemska Rača. U tim borbama je poginuo i politički komesar 5. krajiške brigade Jovo Mišljenović. Djelujući na svojim pravcima, postrojbe 36. divizije uspjele su 30. listopada zauzeti Stari Divoš, Grgurevce i Manđelos, čime je čitava njemačka bojišnica na Žutoj liniji bila ugrožena.
16. divizija NOVJ-a je 30. listopada u 21 sat započela napad na Srijemsku Mitrovicu. U sumrak 31. listopada u borbi prsa u prsa probili su bojišnicu i zauzimali dio po dio grada, sve dok oko podne 1. studenog 1944. Srijemska Mitrovica nije bila oslobođena. To je bila jedna od najvećih pobjeda 16. divizije u tijekom rata. Istog dana, 1. studenog, postrojbe 36. divizije oslobodile su Šuljam i Bešenovo, dok je 6. proleterska divizija oslobodila Velike Radince. Ovim su postrojbe 12. korpusa izbile frontalno pred neprijateljske položaje na četvrtoj liniji obrane, tj. na Crnoj liniji. Toga dana, 2. studenog, rasformirana je Divizija „Böttcher", a zapovjedništvo nad njemačkim postrojbama na bojišnici preuzela je 118. lovačka divizija. Operacijom Draufgänger njemačke snage su se povukle na Crvenu liniju, koju su trebale zadržati u svojim rukama.
No, do početka prosinca Nijemci su potisnuti sve do nibelunške linije, na kojoj su pružili žestok otpor. Nijemci su držali bojišnicu sa ciljem da osiguraju izvlačenje Armijske grupe E iz Grčke, i uporno ga branili. Prvi proleterski korpus NOVJ-a utvrdio se na bojišnici da bi zaštitio oslobođeni Beograd i nastavio potiskivanje neprijatelja prema zapadu.

### Saveznički protunapad
3. prosinca 1944. godine pokrenut je zajednički protunapad NOVJ i Crvene Armije, kojom je u velikom dijelu probijena glavna njemačka utvrđena linija, Nibelunška linija. Istog dana, Nijemci trpe još jedan težak poraz u Jugoslaviji, pad Knina.
U Prosinačkoj ofenzivi su sudjelovale 4 divizije Prvog proleterskog korpusa NOVJ na lijevom krilu i dvije divizije 68. korpusa Crvene armije na desnom krilu. Za dvanaest dana oštrih borbi sovjetske i jugoslavenske snage uspjele su zauzeti dvije utvrđene linije njemačke obrane - Crvenu i Nibelunšku liniju, napredujući od 20 do 40 km na zapad. Time su izbile pred posljednju utvrđenu liniju obrane, Zelenu liniju. Snažni ponovljeni napadi na ovu njemačku utvrđenu liniju nisu doveli do uspjeha, pa je, uslijed zamora postrojbi i visokih gubitaka, 15. prosinca ofenziva zaustavljena.
Oslobođena su brojna mjesta, između ostalih Erdevik, Martinci, Kuzmin, Šid, Tovarnik, Opatovac, Ilok, Lovas, Ilinci, Nijemci, Komletinci, Šidski Banovci, Višnjićevo, Morović, Lipovac i Drenovci. Prvi proleterski korpus je u borbama imao 1555 poginulih (2 zapovjednika brigada), 113 nestalih i 3968 ranjenih boraca.
Njemački uzmak na bojišnici trajao je do sredine prosinca, kada im stižu prve snage Armije E iz Grčke. Istovremeno sa jačanjem Nijemaca, sredinom prosinca Sovjeti odvlače svoje snage na druga bojišta. 68. korpus Crvene armije smijenila je bugarska Prva armija. U tijeku svog kratkotrajnog boravka na Srijemskoj bojišnici ona nije imala uspjeha u napadu, pa je posljednjih dana prosinca i ona prebačena na bojišnicu sjeverno od Drave, a držanje Srijemske bojišnice je cijelom širinom preuzela Prva jugoslavenska armija. U to vreme Nijemci, rješivši tešku situaciju u Crnoj Gori, uspjevaju dovući znatne snage sa juga preko Save, čime se odnos snaga na bojišnici bitno promijenio.

### Njemački protunapad
Nijemci su početkom siječnja, nakon dovlačenja pojačanja iz Grčke i Crne Gore, započeli snažan protunapad. Pošto su izvršili temeljne pripreme (obojili u bijelo topove, vozila i tenkove, sašili bijela odijela za prvi borbeni ešalon), Nijemci su 3. siječnja 1945. godine izvršili ograničeni udar, kojim su potisnuli 21. srpsku diviziju pravcem Otok-Komletinci-Nijemci na lijevu obalu Bosuta.
3. siječnja u 4.30 sati njemačka pješadija, podržavana tenkovima, prešla je u napad na cijeloj bojišnici, s tim da su glavne njemačke snage bile usmjerene na lijevo krilo 21. divizije. Borbena grupa 7. SS divizije Princ Eugen upala je u pozadinu 21. brigade i, u kombinaciji s tenkovima i jurišnom mehanizacijom, pregazila njezine položaje i uništila topništvo koje se nalazilo kod Đurđevićevog stana. Njemački tenkovi su prodrli u selo Komletince, gdje je došlo do borbi. Pojava neprijatelja iza leđa 21. brigade unijela je paniku u redove boraca.
Štab 21. divizije donio je odluku da postrojbe napuste položaje i povuku se prema mostu na Bosutu. Most je bio premalog kapaciteta, pa se vojska povlačila preko zamrznutog Bosuta. Led je na mnogim mestima bio tanak, i mnogi borci su umrli propadajući kroz zamrznutu ledenu površinu. Ubrzo, neprijatelj je uspio zauzeti selo Nijemce i most na Bosutu.
Kao pojačanje, usiljenim maršem je upućena elitna 1. proleterska brigada, ojačana topništvom, s ciljem da u protunapadu zauzme Nijemce i prihvati dijelove 21. divizije koji su se nalazili južno od Bosuta. Na Bosut je prva pristigla 5. krajiška brigada, čije su postrojbe gotovo pretrčale put od Ilinaca. Sutradan 4. siječnja je radi smjene 21. divizije dovedena 6. proleterska divizija iz Beograda, odmorna i naoružana, čije je brojno stanje sada iznosilo oko 16000 boraca. Stabilizacijom bojišnice 6. siječnja su završene trodnevne krvave borbe u kojima su njemačke postrojbe uspjele nanijeti ozbiljne gubitke 1. armiji, a posebno 21. diviziji koja je samo 3. siječnja imala 182 mrtva, 308 ranjenih i 315 nestalih vojnika.
Sredinom siječnja, iako se verovalo da je skora kapitulacija Njemačke izvjesna, a Saveznici su već vršili zračne udare na Berlin, Nijemci nisu pokazivali namjeru da napuste Srijemsku bojišnicu, već su dovodili pojačanja.
17. siječnja Nijemci su započeli veliku Operaciju Zimska oluja (njem. Unternehmen Wintergewitter) kojom su uspjeli vratiti se na Nibelunšku liniju. Angažiranjem tri brojno i tehnički vrlo jake divizije, potisnuli su Prvu jugoslavensku armiju na istok i zauzeli Šid.
Sredinom siječnja 1945. godine, Srijemsku bojišnicu je posjetio Vrhovni zapovjednik maršal Josip Broz Tito, nakon čega je napredovanje neprijatelja zaustavljeno, a Jugoslavenska armija je prešla u napad. Poslije dva dana teških borbi, 19. siječnja, Prva armija (ojačana Drugom proleterskom divizijom), prisilila je neprijatelja na obranu i vratila Šid.

### Stabilizacija
Nakon zaustavljanja njemačke protuofenzive, krajem siječnja obje vojske se ukopavaju u rovove i Srijemska bojišnica u narednom periodu ostaje stabilna. U veljači 1945. godine borce na bojišnici je posjetio feldmaršal Harold Alexander, zapovjednik savezničkih snaga na Sredozemlju: 
U izvještaju Združenom zapovjedništvu Britanske vojske 28. veljače 1945. godine Alexander je pohvalio napore Jugoslavenske armije: 

### Proboj
Poslije svestranih priprema, u sklopu završnih operacija za oslobođenje Jugoslavije, izvršen je proboj Srijemske bojišnice, 12. travnja 1945. godine.
Za proboj su formirane tri operativne grupe: Sjeverna (glavna), Bosutska i Južna. Južna grupa divizija (2. proleterska, 3. krajiška i 17. istočno-bosanska), tijekom uvodnih borbi početkom travnja forsirala je Drinu, oslobodila Semberiju i Brčko i tako ugrozila njemački desni bok bojišnice. Bosutska operativna grupa (6. proleterska i 11. divizija i 1. konjička brigada), zauzela je polazne položaje na Bosutu. Sjeverna operativna grupa (1. proleterska, 21, 22, 42. i 48. divizija, 2. tenkovska i inžinjerijska brigada), zauzela je položaje na pravcu glavnog udara. Zapovjednik Prve armije, general Peko Dapčević, zapovjedao je Južnom operativnom grupom, a probojem bojišnice načelnik Štaba 1. armije general Milutin Morača.
Proboj bojišnice počeo je 12. travnja u zoru topovskom paljbom u trajanju 15 minuta iz 120 topova i dva zrakoplovna preleta 50 aviona. Odmah zatim krenule su na juriš divizije prvog ešalona i zu brzinski zauzele glavni obrambeni pojas neprijatelja. Na pravcu glavnog udara, poslije proboja prvog obrambenog položaja, Štab Prve armije odmah je za 21. divizijom uveo u proboj 48. diviziju. Daljnjim brzim prodorom 1. proleterske, 21. i 48. divizije i 2. tenkovske brigade, slomljen je otpor neprijatelja po dubini i do kraja dana, pored ostalih mjesta oslobođeni su Vukovar i Tovarnik. Na pomoćnom pravcu, 42. divizija zauzela je Ilince, Šidske Banovce i Ilaču, a 22. divizija, koja je u napad krenula 11. travnja navečer, Lipovac i Adaševce.
Noću 11./12. travnja uoči napada glavnih snaga, prebacila se iz Bačke Peta brigada 21. divizije i tijekom dana uništila jedan njemački bataljun, presjekla komunikaciju Opatovac-Sotin i formirala mostobran na desnoj obali Save. Jake postrojbe njemačke vojske, ustaša i domobrana koncentrirale su se u Vrbanji, jer su čuvali prugu. To im je bilo važno jer su tamo izvlačili pripadnike ustaških i njemačkih formacija koje su se vlakovima povlačile iz Tuzle i Brčkog. Usput je oko pruge stvoreno minsko polje i svim sredstvima se zadržavalo pripadnike Jugoslavenske armije. Za samo jednu noć je, u jurišu na Vrbanju, stradalo oko 1000 vojnika JA.
Južna operativna grupa divizija produžila je nastupanje na sjever i tijekom dana zauzela Posavske Podgajce i Županju. Zauzimanjem Vinkovaca i Županje, Prva armija JA probila je Srijemsku bojišnicu na cijeloj dubini i otvorila put za proboj prema Slavonskom Brodu i Zagrebu.

## Osovinske diverzije u pozadini
U vrijeme teških borbi na Srijemskoj bojišnici, zapovjedništvo Wehrmachta je formiralo Lovačke grupe Jugoistok, komandoske grupe za diverzije iza neprijateljskih linija, za ubacivanje u oslobođenu Srbiju. Ove grupe su se uglavnom sastojale od srpskih kvislinga, koji su prošli specijalnu obuku Gestapoa. Ljudstvo tih grupacija su činili kolaboracionisti koji su se povukli sa Nijemcima, ljotićevci i četnici, a njihov vrhovni zapovjednik je bio general Dragoljub Mihailović.
Diverzantske grupe su slane u pozadinu radi slabljenja napora Narodnooslobodilačke vojske da otjera okupatora iz Jugoslavije. Jedna od najpoznatijih je bila Gašparevićeva grupa koja je nosila britanska odijela da bi bolje prolazila kroz Srbiju, i da bi ju narod bolje ila primio. Gašparevićevu grupu su u travnju 1945. zarobili vojnici Jugoslavenske armije. Sličnu sudbinu doživio je i šef svih špijunsko-terorističkih grupa Rade Pavlović "Ognjen", koji se početkom proljeća 1945. godine, sa grupom obučenom u britanske odore, dobro naoružanom i opremljenom radio-postajom i špijunsko-diverzantskim materijalom, spustio padobranom iz aviona na Kopaonik. Tako je plan "Zapovjedništva lovačkih grupa Jugoistok", sa gestapovcem Mandlom na čelu, o ubacivanju špijunsko-terorističkih grupa u Srbiju, već na samom početku doživio pun neuspjeh.

## Gubici na Srijemskoj bojišnici
Tijekom borbi na Srijemskoj bojišnici u 172 dana, ukupno je poginulo preko 13400 boraca Narodnooslobodilačke vojske (utvrđeno imenom i prezimenom, a podaci nisu konačni), zatim 1100 boraca Crvene armije, 623 borca Bugarske narodne armije i 163 borca brigade "Italija".
U borbama za proboj bojišnice od 3. do 13. travnja gubici Prve armije JA iznosili su: 1713 poginulih, 5948 ranjenih i 53 nestala borca. Za to vrijeme, njemačke snage imale su 9512 ubijenih, 3273 ranjena i 5427 zarobljenih vojnika, podčasnika i časnika.

## Spomen-kompleks
Spomen-kompleks "Sremski front" se nalazi u Adaševcima, kod Šida, i predstavlja monumentalnu spomeničko-muzejsku cjelinu nastalu 1980-ih godina. Čitav prostor podijeljen je na tri osnovne cjeline povezane jednom istom logičkom idejom njegovog autora, akademskog kipara Jovana Soldatovića.
Na posebnim zidovima postavljene su brončane pločice s imenima svih stradalih pripadnika Jugoslavenske armije, kao i sovjetskih, talijanskih i bugarskih vojnika, razvrstanih po postrojbama kojima su pripadali. Završna cjelina spomeničkog kompleksa je stilizirani bunker u kome se nalazi bogat muzejski postav.

## Tumačenja
Srijemska bojišnica je u znanosti povijesti ocijenjena kao jedno od najtežih, najdugotrajnijih i najslavnijih bojišta Narodnooslobodilačke vojske Jugoslavije u borbi protiv okupatora i za oslobođenje Jugoslavije.
Proboj Srijemske bojišnice povijesno asocira na proboj Solunske bojišnice 1918. godine. Poslije proboja Solunske bojišnice, srpska i vojska Antante su u kratkom vremenu oslobodile Makedoniju, Srbiju, Crnu Goru i sve zemlje koje su ušle u sastav Kraljevine Srba, Hrvata i Slovenaca te godine. I poslije proboja Srijemske bojišnice, u sklopu završnih operacija u skladu s općom savezničkom ofenzivom snage Jugoslovenske armije su također u kratkom vremenu, za nepunih mjesec dana oslobodile ostatak okupiranog područja Jugoslavije.

## Povezano
- Povlačenje kolaboracionista sa Nijemcima 1944.-1945.
- Završne operacije u Jugoslaviji 1945.

## Vanjske poveznice
- Ljubivoje Pajović, Dušan Uzelac, Milovan Dželebdžić: SREMSKI FRONT 1944-1945, Beogradski izdavačko-grafički zavod, Beograd 1979.
- Milorad Gončin: U ROVOVIMA SREMA, NIRO Eksport-pres, Beograd 1981.
- Obeležena 60. godišnjica proboja Sremskog fronta  Arhivirana inačica izvorne stranice od 10. ožujka 2016. (Wayback Machine)
- Viki karta - Spomen-kompleks "Sremski front"